# Andreea Iridon
Andreea Maria Iridon (n. 23 noiembrie 1999, Tilișca, România) este o gimnastă din lotul feminin de gimnastică al României, multiplă medaliată la Europenele și Mondialele de juniori. La Campionatele Europene pentru Junioare din 2014 de la Sofia, a câștigat argint la bârnă, bronz la sol și bronz pe echipe.

## Biografie
Andreea s-a născut în comuna Tilișca, județul Sibiu și de la 5 ani s-a mutat la Deva pentru a se antrena la clubul CNS Cetate Deva. Aici a fost antrenată de Octavian Bellu și Mariana Bitang. Aparatele ei preferate sunt solul și bârna, iar gimnasta favorită este Anastasia Lukin.

### Cariera la junioare
Prima competiție europeană la care a participat Andreea Iridon este un concurs alături de Germania și SUA. Gimnasta a terminat pe locul 3 cu echipa și pe locul 10 la individual.
În iulie 2013, Andreea a concurat la Festivalul Olimpic al Tinereului European  unde, alături de Laura Jurca și Silvia Zarzu, au obținut medalia de bronz pe echipe și bronz la bârnă. De asemenea, ea a câștigat bronz la bârnă, la egalitate cu Claire Martin (Franța).  La sol, a terminat pe locul 4, la doar 0.1 în spatele colegei sale, Silvia Zarzu. La Campionatul Mondial de Juniori din Japonia, în același an,  Iridon a câștigat argintul la paralele, în spatele lui Bailie Key (SUA). 
La Campionatele Naționale, gimnasta a câștigat bronzul la individual, după Larisa Iordache și Andreea Munteanu. Aceeași medalie de bronz și-a trecut-o în palmares la paralele și a terminat pe locul 6 la bârnă. 
În octombrie, la Campionatele Naționale de Junioare, Andreea a câștigat aurul la paralele și bârnă, dar a terminat pe 12 la individual.
La trofeul City of Jesolo din 2014, Andreea Iridon a obținut medalia de argint alături de echipa României, unde a concurat la paralele și la bârnă. La aceeași competiție ea a obtinut bronzul la bârnă, cu un punctaj de 14.300. Într-o altă competiție internațională între Franța, Belgia și România, gimnasta a câștigat aurul cu echipa și la individual.
În mai, la Campionatul European pentru Junioare, Andreea a contribuit la bronzul obținut de echipa României. La individual compus a terminat pe locul 6, cu un total de 53.933,  în timp ce la bârnă și la sol a câștigat medalia de argint. La bârnă  a terminat cu un punctaj de 14.433, în spatele Angelinei Melnikova (Rusia). La sol, a împărțit treapta a doua a podiumului cu Amy Tinker (Anglia).
La Campionatele Naționale, Andreea a câștigat bronz la individual, după Larisa Iordache și Ștefania Stănilă; argint la paralele, în spatele Larisei Iordache și bronz la bârnă, după Andreea Munteanu și Iordache.

### Cariera la senioare
Din 2015, Andreea Iridon a concurat pentru echipa de senioare. A făcut parte din lotul României pentru Campionatele Europene de Gimnastică de la Montpellier, între 17 și 19 aprilie 2015.
La Jocurile Europene de la Baku, Andreea Iridon a obținut două medalii în aceeași zi: bronz în concursul indivual la paralele și argint la bârnă.